# Калиновский, Владимир Семёнович
Влади́мир Семёнович Калино́вский (пол. Włodzimierz Kalinowski; 18.06.1889, деревня Баранки Брестского уезда, либо Волковыск — 1940 ?, Старобельск, Ворошиловградская область) — белорусский общественно-политический деятель, депутат польского Сейма.

## Биография
В 1910 г. окончил Гродненскую гимназию. В 1914 г. — юридический факультет Петербургского университета. Прослушал полный курс Археологического института и Восточной академии (грузинский отдел) в Петрограде. Работал на различных должностях в Петербургском судебном ведомстве.
После Октябрьской революции 1917 заведующий организационно-инструкторского отдела Народного комиссариата продовольствия РСФСР, входил в состав Белорусского общества по оказанию помощи потерпевшим от войны в Петрограде. В июле 1921 в качестве репатрианта выехал в Западную Беларусь (тогда — в составе Польши), где занимался общественной работой. Пользовался известностью среди белорусских крестьян, оказывал им помощь в юридических вопросах.
В 1922 возглавлял Белорусский избирательный комитет в Волковысске по Белостокскому округу. Избран послом Сейма Польской Республики от Блока национальных меньшинств по Белостокско-Сокольскому округу, входил в Белорусский посольский клуб. Польский суд 23 июня 1923 аннулировал его депутатский мандат, так как Владимир Калиновский не являлся польским гражданином. В июле 1923 Калиновский был арестован и выслан из Польши.
С декабря 1923 в Минске. В феврале 1924 — июле 1925 управляющий делами и юрисконсульт БГСХА. В 1925—1927 занимал различные должности в ЦИК БССР. С 1 октября 1927 по 1 сентября 1929 — доцент кафедры истории польской культуры педагогического факультета Белорусского государственного университета. Сотрудничал с журналами «Полымя», «Савецкае будаўніцтва», газетами «Савецкая Беларусь», «Звязда».
Дальнейшая судьба не известна. По некоторым сведениям, расстрелян в 1940 г. в Старобельске.